# Denis Vallan
Denis Vallan (* 10. Oktober 1965 in Olten, Kanton Solothurn, Schweiz) ist ein Schweizer Herpetologe. Sein Forschungsschwerpunkt ist die Froschlurchfauna Madagaskars, insbesondere deren Ökologie und Taxonomie.

## Leben
Nach der Erlangung der Matura in Olten im Jahr 1986 absolvierte Vallan ein Biologiestudium an der Universität Bern, das er 1992 mit der Lizenziatsarbeit „Zum Einfluss von Wanderern auf die Gebietsnutzung von jungeführenden Gemsgeissen“ abschloss. Von 1993 bis 1994 war er Mitarbeiter am Reptilieninventar des Kantons Solothurn. Von 1993 bis 1998 war er zeitweise Mitarbeiter am Naturmuseum Olten, wo er unter anderem an der Revision der Weichtiersammlung mitwirkte. Im selben Zeitraum arbeitete er als Präparator in der herpetologischen Abteilung des Naturhistorischen Museum Bern. 1999 wurde er mit einer Dissertation „über den Einfluss von menschenbedingten Umweltveränderungen und Lebensraumfragmentierung Madagassischer Regenwälder auf die Amphibiengemeinschaften“ an der Universität Bern zum Doktor promoviert. Von 1999 bis 2000 war er Mitarbeiter beim EURING Swallow Project der Vogelwarte Sempach, ein europaweites Beringungsprojekt für Rauchschwalben. Daneben arbeitete er als Co-Autor an der Ausstellung „HiTechNatur“ am Naturmuseum Solothurn. Im Jahr 2001 arbeitete er als Wissenschaftlicher Mitarbeiter am Bundesamt für Lebensmittelsicherheit und Veterinärwesen (BLV) im Bereich Kontrollen und Bewilligungen. Von 2002 bis 2004 war er Wissenschaftlicher Mitarbeiter an der Umweltfachstelle in Olten im Schwerpunkt Umweltbildung und Naturschutz. Von 2004 bis 2011 war er Direktor des Natur-Museums Luzern. Von März 2011 bis September 2016 war er Leiter der Biowissenschaften und Mitglied der Geschäftsleitung des Naturhistorischen Museums Basel.

## Auszeichnungen und Dedikationsnamen

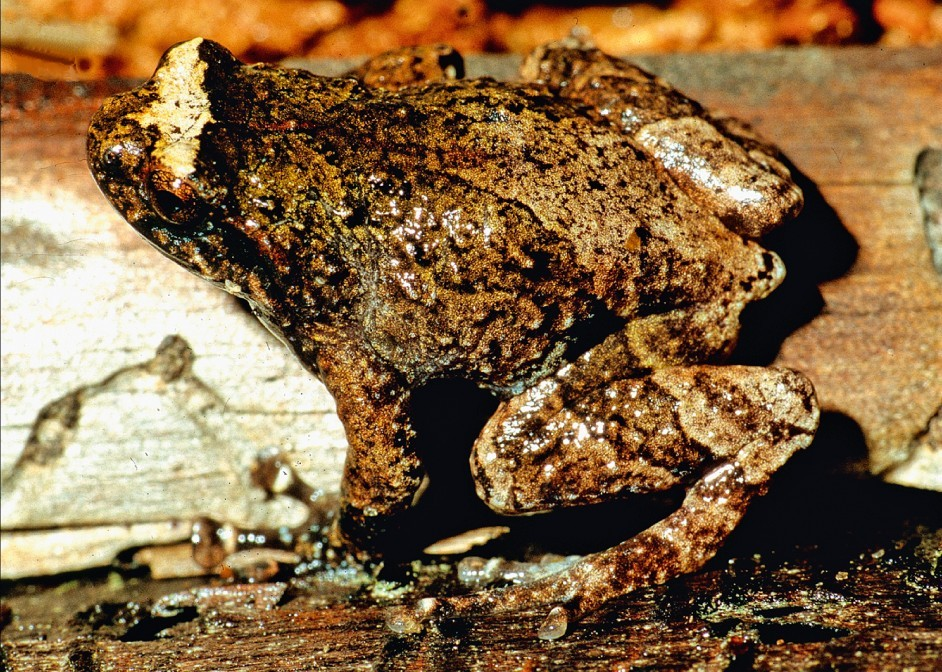
Anodonthyla vallani wurde zu Ehren von Denis Vallan benannt.

2003 erhielt Vallan den „Prix-Schläfli“ der Schweizerischen Akademie der Naturwissenschaften für die Forschungsarbeit in Madagaskar. 2010 benannte Miguel Vences die im Réserve Spéciale d’Ambohitantely im zentralen Hochland Madagaskars entdeckte Engmaulfroschart Anodonthyla vallani zu Ehren von Denis Vallan.